# Iñaki Ayarza
Iñaki Ayarza Saporta (Santiago, Chile; 7 de septiembre de 1999) es un jugador chileno de rugby que se desempeña en la posición de fullback en el Soyaux Angoulême de la Rugby Pro D2 francesa. Forma parte del  selección de Chile desde 2019.

## Carrera
Ayarza comenzó su carrera en el Prince of Wales, y en 2018 se incorporó al Aviron Bayonnais francés.
En 2021, Ayarza fichó en el Soyaux Angoulême del Championnat Fédéral Nationale. Ganó el ascenso a la Rugby Pro D2 con el club.

## Selección nacional
Debutó en la selección de Chile en 2019 ante la selección de Paraguay.
Fue citado a la Copa Mundial de Rugby de 2023.

### Participaciones en Copas del Mundo
| Mundial                       | Sede    | Resultado      | PJ | Tries |
| ----------------------------- | ------- | -------------- | -- | ----- |
| Copa Mundial de Rugby de 2023 | Francia | Por disputarse | ¿? | ¿?    |

## Clubes
| Club                      | País    | Año           |
| ------------------------- | ------- | ------------- |
| Prince of Wales           | Chile   |               |
| Aviron Bayonnais          | Francia | 2020          |
| Anglet olympique (Cedido) | Francia | 2020          |
| Soyaux Angoulême          | Francia | 2021-presente |